# Albertina Kassoma
Albertina da Cruz Kassoma (12 de junho de 1996) é uma handebolista angolana.

## Carreira
Albertina Kassoma representou a Seleção Angolana de Handebol Feminino nos Jogos Olímpicos de Verão de 2016, que chegou as quartas-de-finais.